# Сеттиме
Сеттиме (итал. Settime) — коммуна в Италии, располагается в регионе Пьемонт, в провинции Асти.
Население составляет 572 человека (2008 г.), плотность населения составляет 86 чел./км². Занимает площадь 7 км². Почтовый индекс — 14020. Телефонный код — 0141.
Покровителем коммуны почитается святитель Николай Мирликийский, чудотворец, празднование 6 декабря. Также в коммуне праздник 26 июля.

## Демография
Динамика населения:

## Администрация коммуны
- Официальный сайт: http://www.comune.settime.at.it